# Universidad de París Cité
La Universidad de París Cité (en francés, Université Paris Cité) es una universidad pública francesa ubicada en París. 
Se creó por decreto el 20 de marzo de 2019, con el nombre de Universidad de París, como resultado de la fusión entre la Universidad de París Descartes y la Universidad de París Diderot, que a su vez, habían sido el resultado de las trece universidades independientes tras la división de la Universidad de París en 1971.
Como numerosos establecimientos de renombre, la Universidad Diderot escolariza a estudiantes de primer, segundo y tercer ciclo. Sin embargo, es única en el conjunto de las ocho universidades parisinas por su amplia multidisciplinariedad.
El artículo primero de sus estatutos señala que la universidad tiene como objetivo fundamental «la elaboración y transmisión de los conocimientos y la formación de espíritus libres y críticos». 

## Alumni
- François Fillon
- Jeff Clavier fundador de SoftTech VC[2]
- Olivier Brandicourt Físico francés

## Galería de fotos

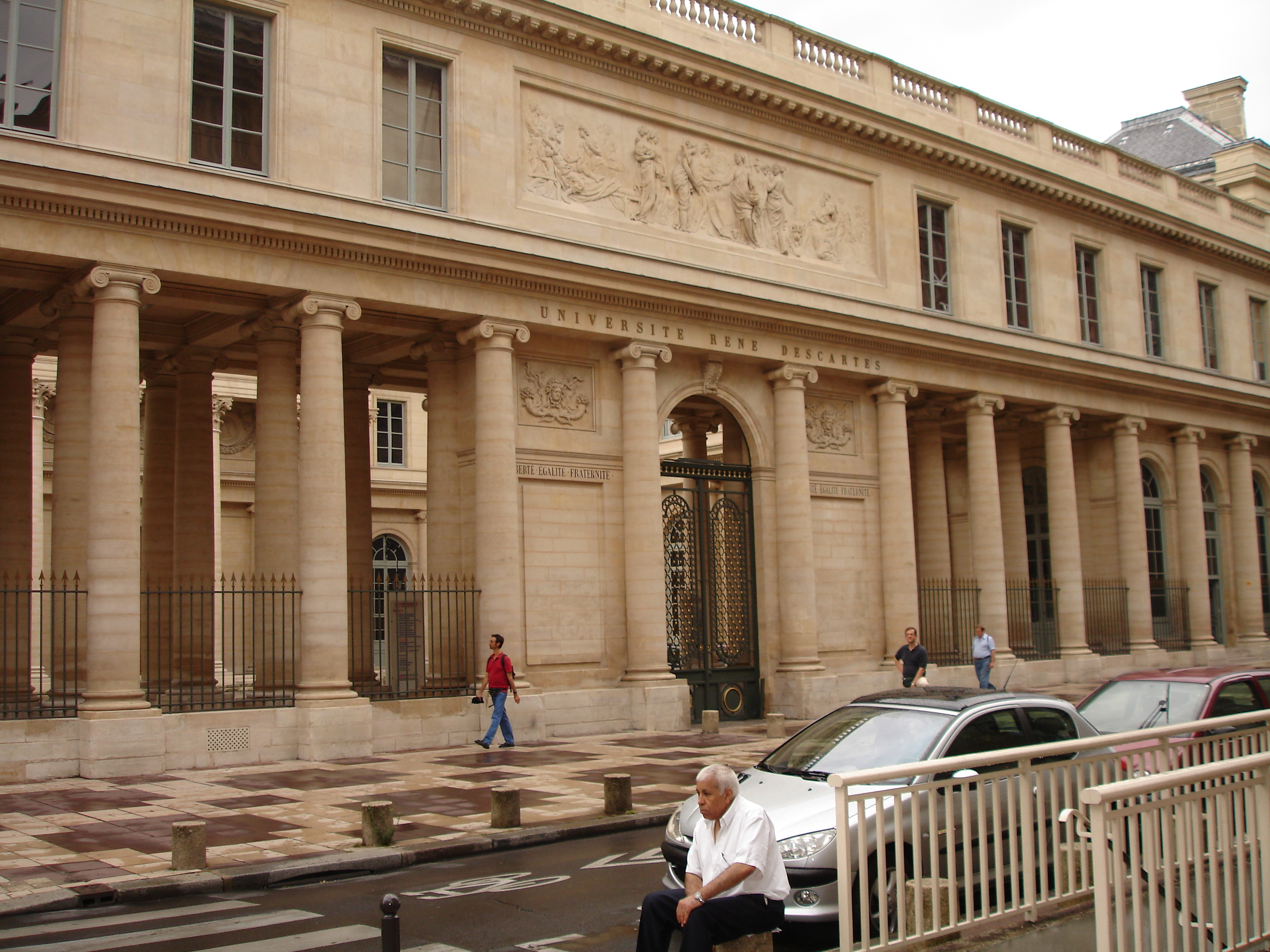
La histórica École de Chirurgie, ahora parte de la universidad.
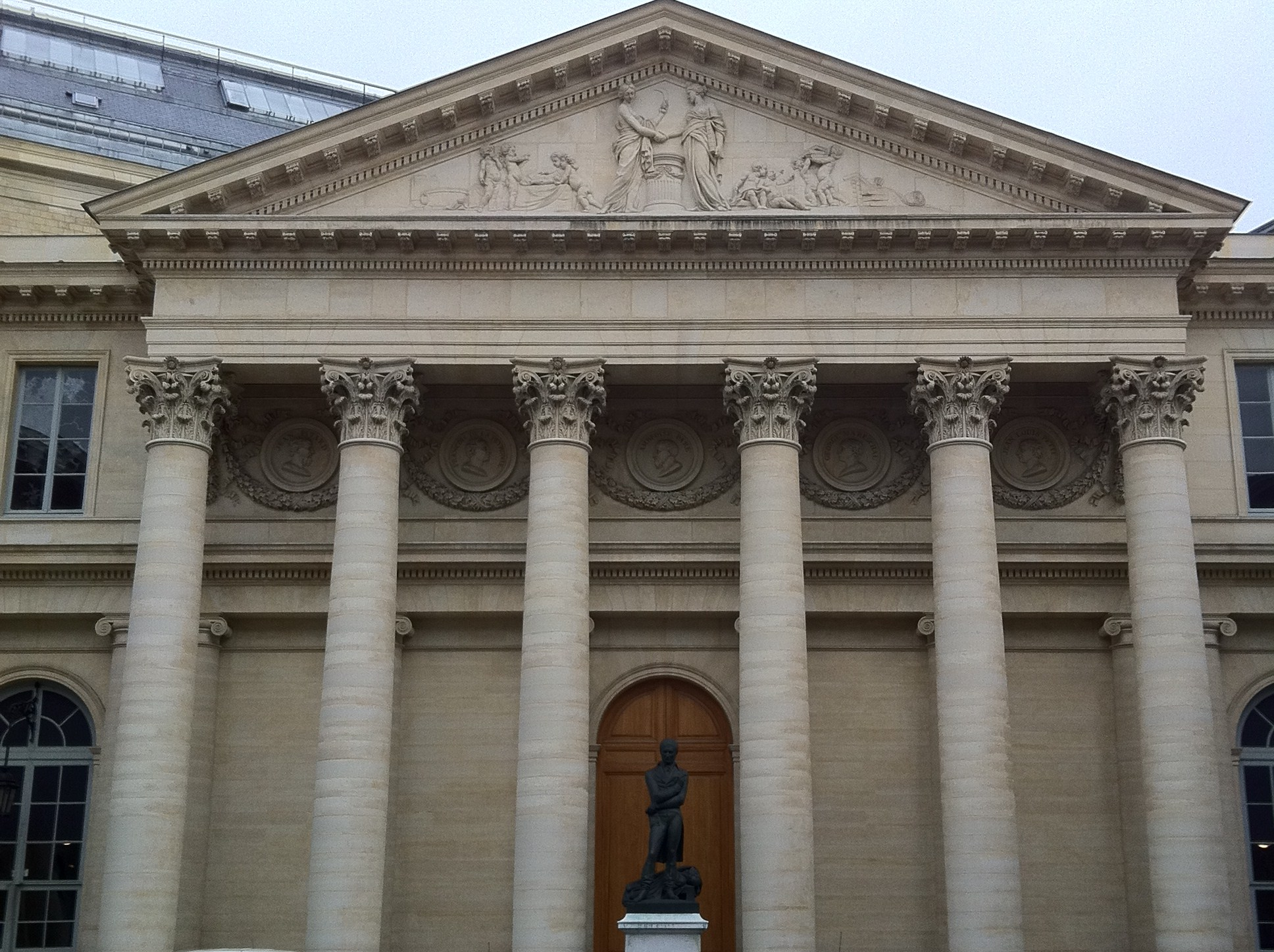
Fachada del famoso Teatro de Anatomía en la École de Chirurgie
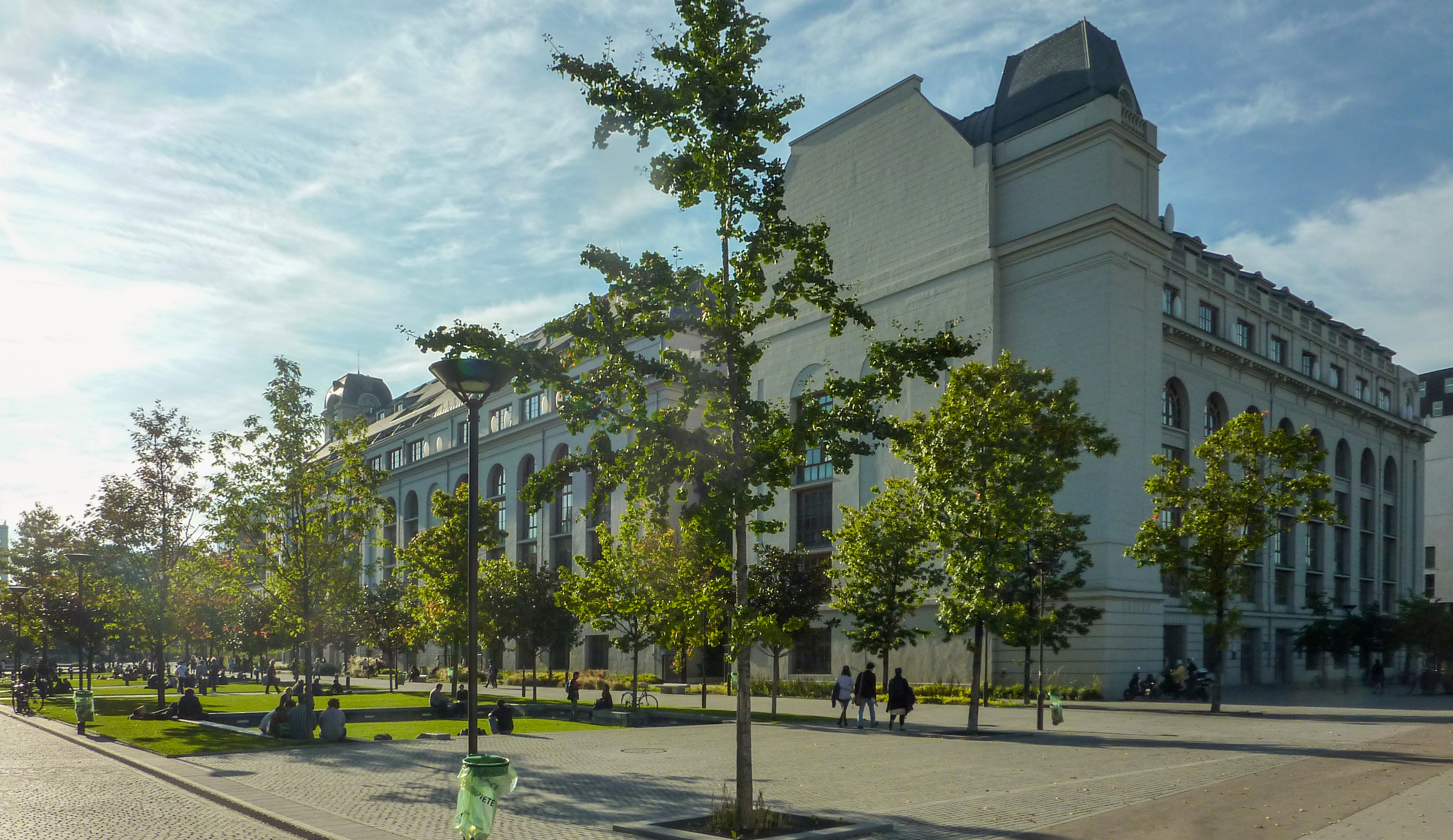
El campus Paris-Rive-Gauche en 2010.
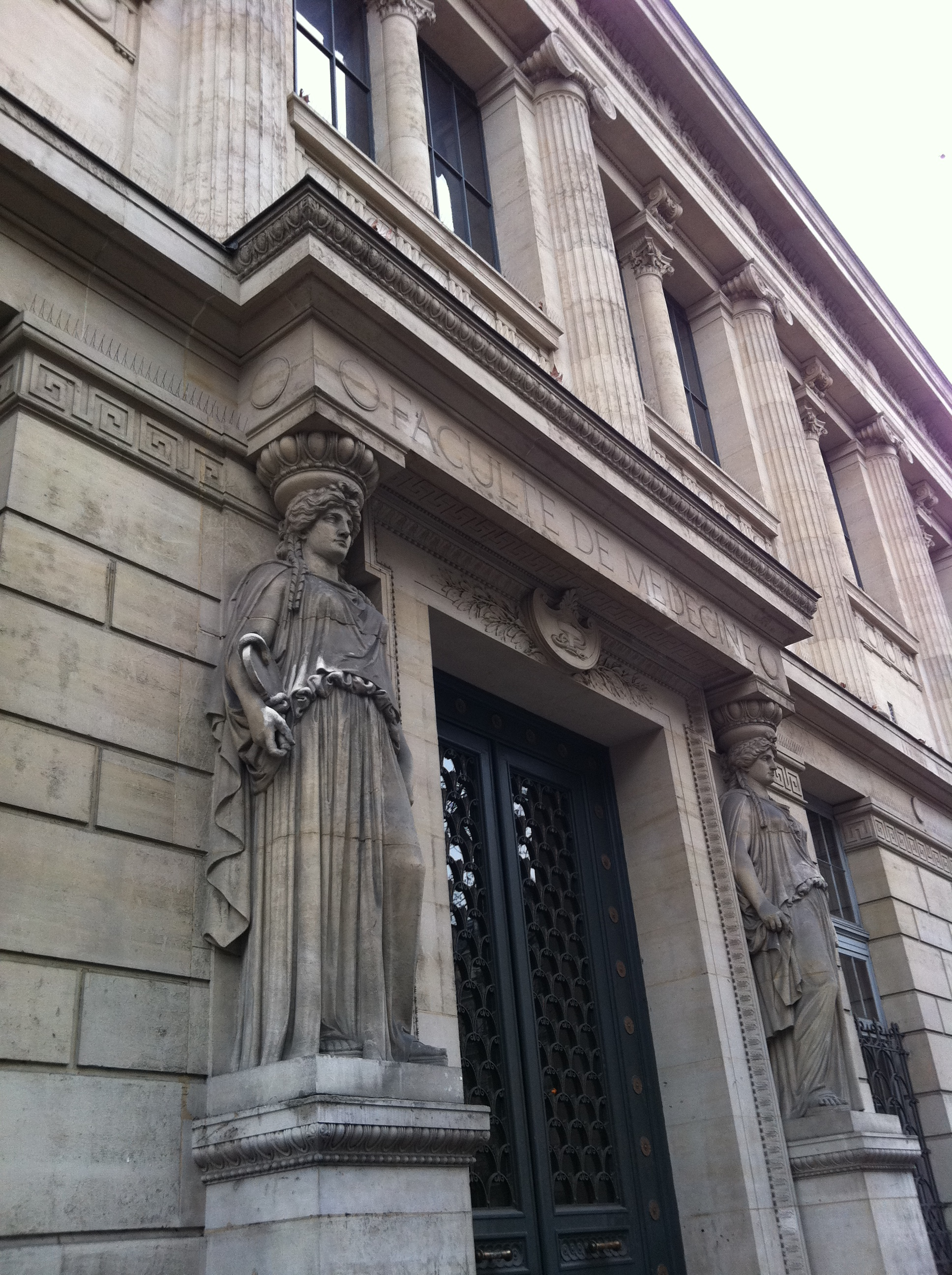
La facultad de Medicina en el bulevar Saint-Germain